# Nuno (calciatore)
Nuno, pseudonimo di Gerson Cadete (24 aprile 1982), è un ex calciatore angolano, di ruolo portiere.

## Carriera

### Nazionale
Ha esordito con la nazionale angolana nel 2007.